# Professor Green
Professor Green або Bewbush Kid (Стівен Пол Мендерсон, нар. 27 листопада, 1983, Іст-Енд, Лондон, Англія) — англійський репер, співак, автор пісень, актор, телеведучий і борець за ментальне здоров’я.
Усе своє життя хлопчина захоплювався репом, завдяки чому в 2008 році удостоївся перемоги на турнірі Jumpoff MySpace. Після цієї знаменної події Professor Green підписує контракт з Virgin Records, де випускає свій дебютний хіт «I Need You Tonight». У 2009 році Мендерсон співпрацював з Лілі Аллен (Lily Allen) під час її концертного туру. Через два роки репер записує перший альбом «Alive Till I'm Dead», який удостоївся золотого статусу у Великій Британії.

## Біографія
У 2006 році у віці 23 років, він випустив перший мікстейп, «Lecture». Після виходу з лейбла Beats, самостійно видав EP, який отримав назву «The Green EP». Після гастролей з Лілі Аллен, Мендерсон був помічений лейблом «Virgin Records», за допомогою якого він зміг випустити пісню «I Need You Tonight», що перегукується з творінням групи INXS — «Need You Tonight». Пізніше він виконав пісню разом з Аллен. Композиція, що базувалася на творчості SOS, має назву «Just Be Good To Green».
Дебютний альбом Professor Green — «Alive Till I'm Dead» побачив світ 19 липня 2010 року. Спеціальними гостями видання стали Лілі Аллен, Емелі Сандей (Emeli Sand), Fink, Labrinth, Example, The Streets. Продюсером першого синглу «I Need You Tonight», який з'явився 12 квітня 2010 року, став ThundaCatz. Композиція дісталася до 3 позиції британських і до 15 позиції ірландських чартів.
Другий сингл «Just Be Good To Green» вийшов 11 липня 2010 року. Трек увійшов до п'ятірки британського хіт-параду і в 100 європейського сингл-чарту. За тиждень альбом досяг другої позиції у Великій Британії і вісімнадцятій в Ірландії. Третій сингл «Monster» з'явився 3 жовтня 2010 року. Видання отримало Золотий статус (понад 100 000 проданих копій) у Великій Британії. 10 вересня 2010 року Professor Green виступив з Лілі Аллен на стадіоні Уемблі на розігріві у Muse. 19 жовтня 2010 року Мендерсон випустив відеокліп до четвертого синглу «Jungle». У 2011 році Мендерсон випустив сингл «At Your Inconvenience», та сингл «Read All About It» спільно з Emeli Sande.

## Дискографія
«Lecture» (Мікстейп) (2006)
«Alive Till I'm Dead» (2010)
«At Your Inconvenience» (2011)